# طز
طُزْ كلمة من الكلمات الشائعة في اللهجات العامية العربية، تُستخدم للتعبير عن اللامبالاة أو الازدراء. الكلمة لها جذورًا تاريخيةً وثقافيةً تعود إلى العصر العثماني، حيث حملت في الأصل معنى مختلفًا عن معناها المتداول اليوم. في معجم تيمور الكبير للألفاظ العامية: «طُزّ : كلمة تقال للاستهزاء». من الناحية اللغوية، «طز» ليست كلمة فاحشة أو بذيئة، ولكنها تُعتبر غير مهذبة في السياق الاجتماعي العام، خصوصًا إذا قيلت بشكل عدائي أو ازدرائي. لذلك، فهي تصنَّف ضمن الألفاظ السوقية.

## الأصل اللغوي والتاريخي
يرجح أن أصل كلمة «طز» يعود إلى اللغة التركية العثمانية، وهي مأخوذة من الكلمة التركية «تُز» التي تعني «الملح». في العصر العثماني، كانت هناك نقاط تفتيش جمركية تفرض ضرائب على التجار الذين يمرّون بسلعهم بين الولايات العثمانية. لكنّ الملح كان يُعدّ من السلع المعفاة من الضرائب، باعتباره من المواد الأساسية. وعندما كان الحراس يسألون التجار عمّا في الشحنة، وكان الرد «تُز»، يُسمح لهم بالمرور دون دفع أي رسوم.
مع مرور الوقت، تحوّلت الكلمة من إشارة إلى سلعةٍ معفاةٍ من الضرائب (أي لا قيمة مادية لها من منظور الجمارك)، إلى تعبير دارج عن الازدراء أو التقليل من شأن شيء ما، خصوصًا عند قول: «طز في كذا»، أي لا أهمية له أو لا يُعتد به.

## الاستخدام الثقافي والاجتماعي
رغم طابعها السلبي، فإن لكلمة «طز» حضورًا في الأعمال الأدبية والدرامية والكوميدية في بعض البلدان العربية. وقد يُقصد بها إضفاء طابع فكاهي ساخر، خاصة في اللهجات الشامية والمصرية.